# Jérson
Jérson Garcia da Conceição (ur. 11 czerwca 1959 w Rio de Janeiro) – piłkarz brazylijski występujący podczas kariery na pozycji pomocnika.

## Kariera klubowa
Karierę piłkarską Jérson zaczął w klubie Botafogo FR w 1979. W lidze brazylijskiej zadebiutował 23 marca 1980 w przegranym 1-2 meczu z Cruzeiro EC. W 1982 występował krótko w CR Vasco da Gama, z którym zdobył mistrzostwo Rio de Janeiro – Campeonato Carioca. W latach 1984–1986 występował kolejno w Internacionalu Limeira i Portuguesie São Paulo.
W Portuguesie 26 listopada 1986 w przegranym 0-2 meczu z Cruzeiro wystąpił po raz ostatni w lidze. Ogółem w latach 1980–1986 w lidze brazylijskiej João Luiz rozegrał 65 spotkania, w których strzelił 5 bramek. Późniejszych latach występował w Atlético Goianiense, Vili Nova Goiânia i Paysandu SC.

## Kariera reprezentacyjna
Jérson występował w olimpijskiej reprezentacji Brazylii. W 1979 uczestniczył w Igrzyskach Panamerykańskich, na których Brazylia zdobyła złoty medal. Na turnieju w San Juan wystąpił we wszystkich pięciu meczach z Gwatemalą, Kubą, Kostaryką (bramka), Portoryko (bramka) i Kubą.